# Po di Primaro
Il Po di Primaro, o più correttamente Po morto di Primaro, è stato un ramo deltizio del fiume Po.

## Percorso
Il corso d'acqua ha subito numerose modifiche durante la sua storia. Il letto del fiume scomparso, che nasceva in corrispondenza di Ferrara e costeggiava a sud le Valli di Comacchio immettendosi nel mare Adriatico con un ampio estuario, da Ferrara fino ad Argenta non riceve più acque, ma il suo percorso rimane riconoscibile poiché l'ambiente naturale circostante si è conservato nel tempo; da Argenta al mare, invece, raccoglie le acque del fiume Reno.

Oggi il termine «Po di Primaro» è utilizzato a volte per indicare il tratto terminale del fiume Reno fino alla foce.

## Ecosistema antico
Attorno al Delta del Po, quindi anche attorno al Po di Primaro, si estendeva una vasta area paludosa, chiamata Valle Padusa. L'habitat dell'antica Padusa sopravvive a Comacchio e nelle riserve naturali protette.

## Storia

### Antichità e Alto Medioevo

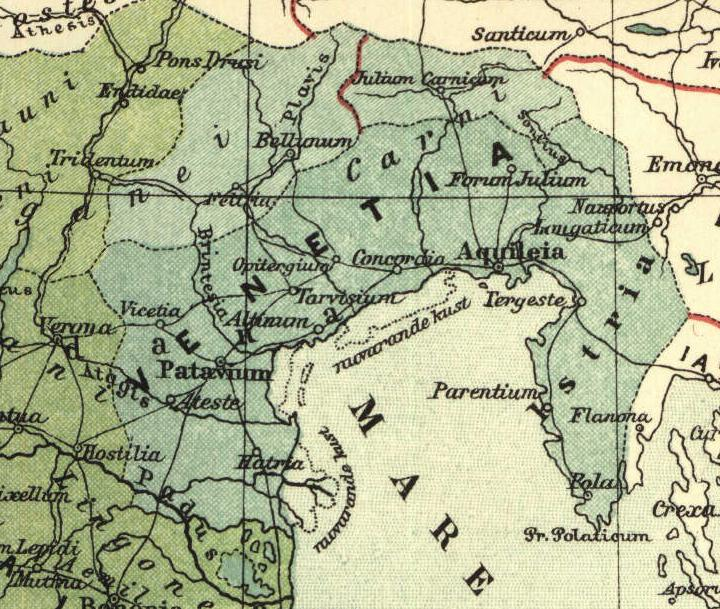
Ai tempi di Augusto (I secolo a.C.) il ramo principale del Po (Padus Primarius) sfociava più a sud di oggi; il ramo di Volano segnava il confine tra la Regio X Venetia et Histria e la Regio VIII Aemilia.

Il nome Padus Primarius serviva ad indicare che il "Primaro" era il ramo principale del fiume. Solcava un lungo bassopiano con un corso meandriforme; si diramava dal Po principale (Padus Maior) appena fuori le mura di Ferrara e continuava verso sud-est bagnando Torre Fossa, Gaibana, Marrara, San Nicolò. A mezza via tra la città estense e la foce, il Primaro lambiva Argenta e poi proseguiva in direzione sud-est fino al mare Adriatico, dove sfociava con un estuario, 18 km a nord di Ravenna. Da destra riceveva i fiumi e torrenti che nascevano nell'Appennino bolognese e pistoiese (Reno) e in quello romagnolo (dal Sillaro al Lamone). 
In epoca altomedievale il Primaro perse una rilevante parte della sua portata a favore del Volano: da una lettera di Cassiodoro ai “marinai” veneti si viene a sapere che già nel 537-538 il Po di Volano era il ramo più attivo.
In epoca medievale il Primaro divenne un'importante idrovia (fiume navigabile); è indubbio che contribuì allo sviluppo della città di Ferrara. Nel XII secolo però la rotta di Ficarolo spostò il letto del fiume padano di alcune decine di km a nord. Le acque del ramo di Primaro si ridussero notevolmente.

### Dopo la Rotta di Ficarolo
Nel 1152, a seguito di forti e frequenti precipitazioni, il Po ruppe l'argine sinistro presso Ficarolo, nell'allora Transpadana Ferrarese. Il corso del fiume cambiò e la quantità d'acqua che confluì nel ramo di Primaro calò sensibilmente.
Negli anni seguenti, il Po di Primaro perse progressivamente d'importanza, riducendosi a via d'acqua di livello locale. Nonostante ciò fu teatro anche di azioni militari come nel 1270, quando scoppiò una guerra tra veneziani e bolognesi per il suo controllo. A partire dal XV secolo il Ducato di Ferrara si espanse in Romagna. I fiumi romagnoli che scorrono verso il Primaro, tutti di carattere torrentizio, furono visti come un pericolo dai ferraresi: le loro acque torbide avrebbero potuto pregiudicare la navigabilità del Primaro. Vennero avviati lavori di irreggimentazione: nel 1460 il Santerno fu il primo fiume ad essere arginato e ad essere condotto nel Primaro. Ne beneficiò l'economia del lughese (il Santerno attraversa tutto il territorio di Lugo), che venne messa in connessione diretta con il ferrarese. Nella prima metà del XVI secolo vennero poi condotti nel Primaro i fiumi Lamone (dai Veneziani nel 1504) e Senio (dagli Estensi, nel 1537). Nel 1554 fu inaugurato un servizio postale tramite corrieri tra Bologna e Venezia, con viaggi nei giorni di martedì e sabato. Il servizio utilizzava esclusivamente vie d'acqua: Canale Navile, Valli di Masi, Po di Primaro, mare.
Il corso d'acqua mantenne la propria importanza nel commercio tra le città di Ferrara e Ravenna fino alla fine del XVI secolo. Nel 1592 Alfonso II d'Este chiuse il ramo di Primaro per conservare la navigabilità del Po di Volano (che, da Ferrara, seguiva un corso rettilineo verso il mare). Il Po di Primaro divenne un ramo secco. Nel 1598 l'intero Ducato di Ferrara ritornò sotto la sovranità della Santa Sede. Da quell'anno in poi tutti gli interventi fino all'Unità d'Italia furono effettuati dallo Stato Pontificio.

### Dal 1598 ad oggi

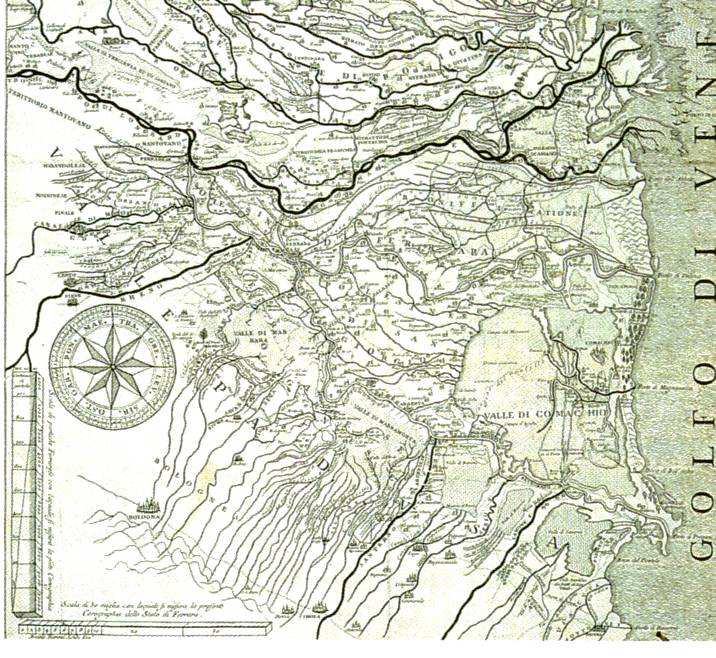
Il tracciato del Po di Primaro in una carta del 1603.

Il primo pontefice che si occupò del riassetto delle acque del bacino del Primaro fu Clemente VIII (papa fino al 1605). Con il termine “bonifica clementina” si riassumono una serie di interventi: nuovo escavo dell'alveo da Ferrara sino a Sant'Alberto (che sin dalla sua fondazione si trovava alla sinistra del fiume); conduzione nel Primaro del torrente Sillaro; rettificazione del Santerno, che fu condotto lungo l'alveo abbandonato del Senio; distacco del Lamone, che fu condotto in mare su un altro corso.
Verso la fine del Seicento il complesso di questi interventi aveva determinato una situazione di grave instabilità, con pericolo di alluvionamenti e conseguente allagamento del suolo in diversi punti. Il Po di Primaro iniziò a perdere buona parte della sua portata: in pochi decenni scomparve la cuspide protesa verso il mare formata dai suoi sedimenti. La torre di avvistamento fu inghiottita dall'acqua. Alla metà del XVIII secolo furono utilizzati gli ultimi 40 km del letto del Primaro per farvi confluire il fiume Reno, che non aveva uno sbocco al mare ma spagliava nelle valli. Il punto di immissione fu localizzato presso l'abitato di Argenta. Fu scavato un canale di 30 km da Argenta fino al Reno, in direzione ovest. Il Reno fu immesso nel canale artificiale, il Cavo Benedettino, all'altezza di Sant'Agostino. Le paludi della Valle padusa che caratterizzavano la zona furono gradatamente quasi tutte bonificate.
Nella seconda metà del Settecento furono realizzate le ultime modifiche che conferirono al Po di Primaro l'assetto che esso conserva tuttora: la costruzione di due tratti rettilinei: uno di 4 km a nord-est di Alfonsine e uno di ben 12,5 km a valle di Bastia. Da allora il corso d'acqua non attraversa più Filo e Longastrino. Con un'altra rettifica Sant'Alberto si ritrovò alla destra del fiume, dov'è tuttora. Nel suo assetto attuale viene denominato «Po di Primaro» il corso d'acqua che si diparte dal bivio Primaro-Volano visibile all'altezza di via Otello Putinati a Ferrara, raccogliendo le acque del canale di Burana.

## Canale Primaro
È un canale di bonifica che fa parte del tessuto dei canali di risanamento delle paludi del delta del Po. Nasce all'altezza di Ferrara dal Po di Volano, nei pressi della chiesa di San Giorgio, quindi si dirige verso sud-est, fiancheggia Fossanova San Marco, passa tra Sant'Egidio e Gaibanella, attraversa Marrara, San Nicolò, Ospital Monacale e Traghetto. Qui termina il suo percorso presso un impianto di sollevamento posto sotto gli argini del Reno, entro cui riversa le sue acque.